# Chionaema honei
Chionaema honei är en fjärilsart som beskrevs av Daniel 1953. Chionaema honei ingår i släktet Chionaema och familjen björnspinnare. Inga underarter finns listade i Catalogue of Life.